# Bassus albozonatus
Bassus albozonatus is een vliesvleugelig insect uit de familie van de schildwespen (Braconidae). De wetenschappelijke naam van de soort werd voor het eerst geldig gepubliceerd in 2010 door Kees van Achterberg & Khuat Dang Long.

## Type
- holotype: "female, 5–10.V.2002, leg. K.D. Long"
- instituut: RMNH, Leiden, Nederland
- typelocatie: "Vietnam, Ninh Binh, Cuc Phuong N.P., MT, 20°23'N; 105°34'E"